# Tropidophorus perplexus
Tropidophorus perplexus — вид сцинкоподібних ящірок родини сцинкових (Scincidae). Ендемік Малайзії.

## Поширення і екологія
Tropidophorus perplexus відомі за кількома зразками, зібраними на острові Калімантан, в малазійських штатах Сабах і Саравак. Вони живуть у вологих тропічних лісах, серед гнилої деревини і опалого листя, поблизу струмків.